# Chris Adler
Pour les articles homonymes, voir Adler.
 (novembre 2015).
Christopher James Adler, dit Chris Adler, né le 23 novembre 1972 à Richmond, aux États-Unis, est un musicien américain.
Tout jeune, il commence à taper sur des canettes de café de ses parents avec des bouts de bois cassés trouvés dans son jardin. En grandissant, il étudia quelques années le piano avec sa mère, puis le saxophone et la guitare acoustique, avant de jouer plusieurs années de la guitare basse, instrument avec lequel il enregistra quelques projets.
Il  a joué dans le groupe de groove metal Américain Lamb of God en tant que batteur depuis sa création, en 1990 jusque l'été 2019. 
Il joue aussi du piano, de la guitare basse et du saxophone.
Il est végétarien, au même titre que le bassiste de Lamb of God, John Campbell.

## Biographie
Les débuts de Lamb Of God démarrent en 1990 quand Mark Morton, Chris Adler et John Campbell étaient voisins de paliers à l'Université de Virginie. C'est dans sa maison que le trio commença à jouer ses premiers morceaux. 
En 2015 et 2016, il est un membre intérimaire du groupe de thrash Metal Megadeth et enregistre ainsi le seizième album du groupe: Dystopia. Ne pouvant être disponible à plein temps, il est régulièrement remplacé lors des tournées par Tony Laureano puis Dirk Verbeuren. Ce dernier deviendra le nouveau batteur du groupe en juillet 2016.
Son style est caractéristique : les roulements de grosse caisse sont omniprésents, ainsi qu’une rythmique sur la ride ou la china clairement marquée. Chris apprécie beaucoup de mettre des rythmes ternaires sur un tempo binaire, et de créer des décalages entre son jeu de batterie, les riffs de guitare le chant.
En été 2019, Adler quitte Lamb Of God.

## Équipement
Kit actuel : MAPEX Black Panther, Blaster
- 22x18 bass drum (x2)
- 10x8 tom
- 12x9 tom
- 16x16 floor tom
- 18x16 floor tom
- 12x5,5 MAPEX BLACK PANTHER Chris Adler Signature Snare Drum

Hardware
- Pédales de grosse caisse DW 9000 (depuis les environs de 2007)(il utilisait auparavant des AXIS)
- Pédale de charley PEARL H800W (remplacée par le H820W)
- Rack, clamps et perchettes GIBRALTAR Road Séries

Peaux : Aquarian
- Caisse claire : Hi Energy
- Grosses Caisses : Superkick II
- Toms : Classic Clear
- Reso : Classic Coated

Cymbales : Meinl
- A : 14" Generation X Filter China
- B: 8" Classics Medium Bell
- C: 14" Soundcaster Medium Hihat (top)
- 14" Byzance Dark Hihat (bottom)
- D: 8" Classics Low Bell
- E: 8" Byzance Splash
- F: 14" Soundcaster Medium Crash
- G: 14" Soundcaster Medium Crash
- H: 16" Amun Thin Crash
- I: 8" Byzance Splash
- J: 18" Byzance Medium Crash
- K: 14" Soundcaster Medium Hihat (top)
- 14" Byzance Dark Hihat (bottom)
- L: 24" Mb20 Heavy Bell Ride
- M: 16" Byzance China
- N: 16" Generation X Filter China

Baguettes : Pro-mark
- Pro-Mark TX5AXW Chris Adler Signature

## Sources
1. ↑  (en) « Chris Adler », sur Encyclopaedia Metallum (consulté le 5 octobre 2015)

- http://fixprod.free.fr/
- http://www.lamb-of-god.com/
- http://usa.mapexdrums.com/
- http://www.best-drummer.com/